# Lista över tolkningar av Bob Dylans sånger

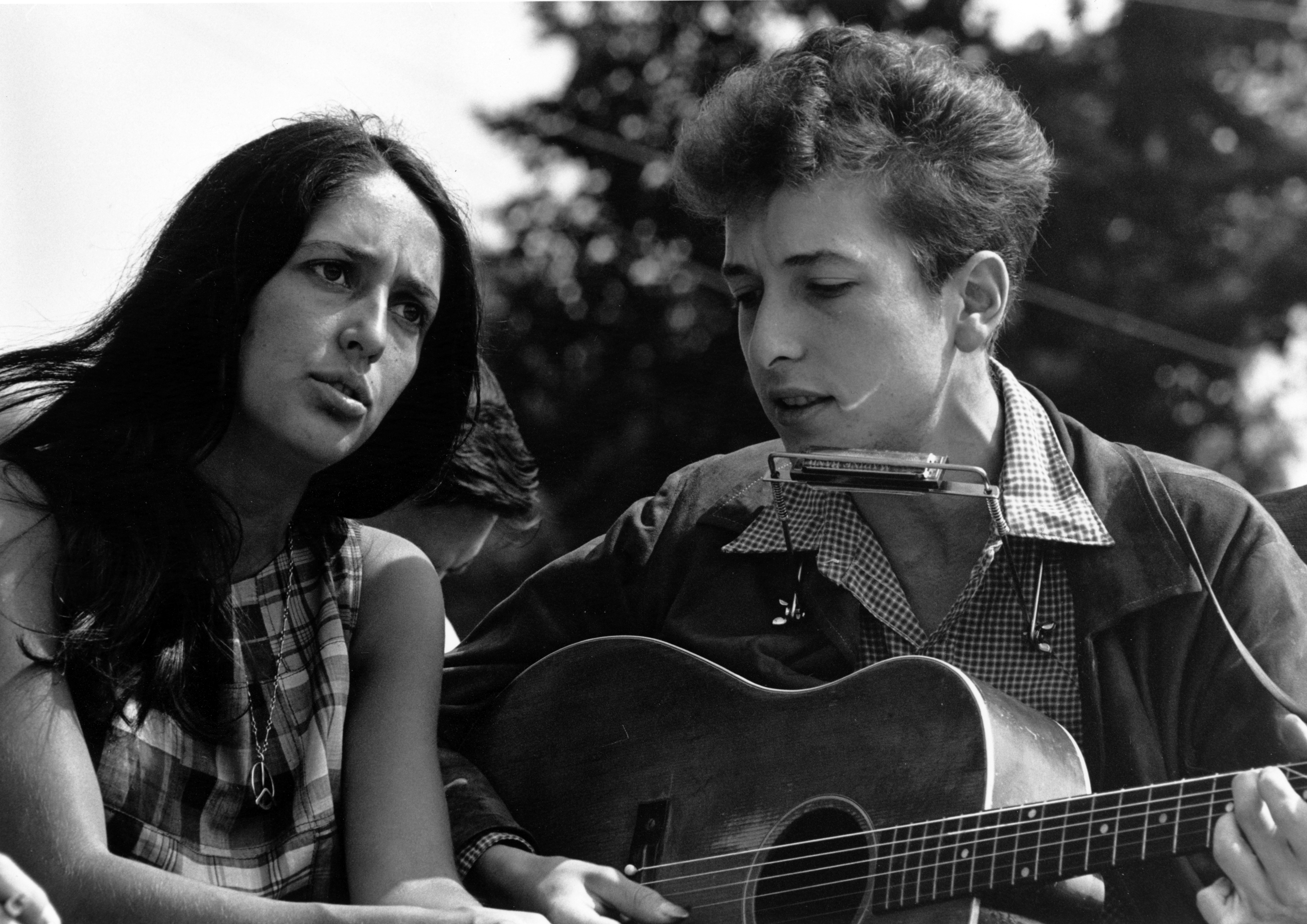
Bob Dylan tillsammans med Joan Baez, som själv spelat in flera av hans sånger.

Bob Dylan är en amerikansk musiker och låtskrivare vars karriär sträcker sig från början av 1960-talet. Många artister har spelat in egna tolkningar av Dylans sånger. I denna lista presenteras några av dessa.

## Lista
| Sångtitel                                           | Artist                                       | Skiva                                                   | År   | Alternativ titel                        | Noter  |
| --------------------------------------------------- | -------------------------------------------- | ------------------------------------------------------- | ---- | --------------------------------------- | ------ |
| 4th Time Around                                     | Terry Melcher                                | Terry Melcher                                           | 1974 |                                         |        |
| 4th Time Around                                     | Steve Gibbons                                | The Dylan Project                                       | 1998 |                                         |        |
| 4th Time Around                                     | Chris Whitley                                | Perfect Day                                             | 2000 |                                         | [ 1 ]  |
| 4th Time Around                                     | Svante Karlsson                              | Autograph                                               | 2003 |                                         | [ 2 ]  |
| 4th Time Around                                     | Yo La Tengo & Buckwheat Zydeco               | I'm Not There                                           | 2007 |                                         | [ 3 ]  |
| 4th Time Around                                     | Oren Lavie                                   | Chimes of Freedom: The Songs of Bob Dylan               | 2012 |                                         | [ 4 ]  |
| 4th Time Around                                     | Old Crow Medicine Show                       | 50 Years of Blonde on Blonde                            | 2017 |                                         | [ 5 ]  |
| Absolutely Sweet Marie                              | The Flamin' Groovies                         | Jumpin' in the Night                                    | 1979 |                                         |        |
| Absolutely Sweet Marie                              | Jason & The Scorchers                        | Fervor EP                                               | 1983 |                                         | [ 6 ]  |
| Absolutely Sweet Marie                              | George Harrison                              | The 30th Anniversary Concert Celebration                | 1993 |                                         | [ 7 ]  |
| Absolutely Sweet Marie                              | Old Crow Medicine Show                       | 50 Years of Blonde on Blonde                            | 2017 |                                         | [ 5 ]  |
| A Hard Rain's a-Gonna Fall                          | Pete Seeger                                  | Broadside Ballads, Vol. 2                               | 1963 |                                         | [ 8 ]  |
| A Hard Rain's a-Gonna Fall                          | Joan Baez                                    | Farewell, Angelina                                      | 1965 |                                         |        |
| A Hard Rain's a-Gonna Fall                          | Leon Russell                                 | Leon Russell and the Shelter People                     | 1971 |                                         |        |
| A Hard Rain's a-Gonna Fall                          | Bryan Ferry                                  | These Foolish Things                                    | 1973 |                                         |        |
| A Hard Rain's a-Gonna Fall                          | Jason Mraz                                   | Listen to Bob Dylan: A Tribute Album                    | 2005 |                                         |        |
| A Hard Rain's a-Gonna Fall                          | Ann Wilson                                   | Hope & Glory                                            | 2007 |                                         |        |
| All Along the Watchtower                            | Jimi Hendrix Experience                      | Electric Ladyland                                       | 1968 |                                         |        |
| All Along the Watchtower                            | Träd, Gräs och Stenar                        | Träd, Gräs och Stenar                                   | 1970 |                                         |        |
| All Along the Watchtower                            | Bobby Womack                                 | Facts of Life                                           | 1973 |                                         |        |
| All Along the Watchtower                            | Dave Mason                                   | Dave Mason                                              | 1974 |                                         |        |
| All Along the Watchtower                            | XTC                                          | White Music                                             | 1978 |                                         |        |
| All Along the Watchtower                            | Mikael Wiehe                                 | Kråksånger                                              | 1981 | "Längst upp i högsta tornet"            | [ 9 ]  |
| All Along the Watchtower                            | U2                                           | Rattle and Hum                                          | 1988 |                                         |        |
| All Along the Watchtower                            | Neil Young                                   | Road Rock Vol. 1                                        | 2000 |                                         |        |
| All Along the Watchtower                            | Bryan Ferry                                  | Dylanesque                                              | 2007 |                                         |        |
| All Along the Watchtower                            | Eddie Vedder & the Million Dollar Bashers    | I'm Not There                                           | 2007 |                                         | [ 3 ]  |
| All I Really Want to Do                             | The Byrds                                    | Mr. Tambourine Man                                      | 1965 |                                         | [ 10 ] |
| All I Really Want to Do                             | Cher                                         | All I Really Want to Do                                 | 1965 |                                         |        |
| All I Really Want to Do                             | The McCoys                                   | Hang on Sloopy                                          | 1965 |                                         |        |
| All I Really Want to Do                             | The Surfaris                                 | It Ain't Me, Babe                                       | 1965 |                                         |        |
| All I Really Want to Do                             | The Hollies                                  | Hollies Sing Dylan                                      | 1969 |                                         |        |
| All I Really Want to Do                             | World Party                                  | Private Revolution                                      | 1987 |                                         |        |
| All I Really Want to Do                             | Bryan Ferry                                  | Dylanesque                                              | 2007 |                                         |        |
| All I Really Want to Do                             | Sussan Deyhim                                | Chimes of Freedom: The Songs of Bob Dylan               | 2012 |                                         | [ 4 ]  |
| Ballad of a Thin Man                                | Golden Earring                               | Love Sweat                                              | 1995 |                                         |        |
| Ballad of a Thin Man                                | Grateful Dead                                | Postcards of the Hanging                                | 2002 |                                         |        |
| Ballad of a Thin Man                                | Kula Shaker                                  | Kollected                                               | 2003 |                                         |        |
| Ballad of a Thin Man                                | Stephen Malkmus & the Million Dollar Bashers | I'm Not There                                           | 2007 |                                         | [ 3 ]  |
| Ballad of Hollis Brown                              | Nina Simone                                  | Let It All Out                                          | 1966 |                                         |        |
| Ballad of Hollis Brown                              | Nazareth                                     | Loud 'N' Proud                                          | 1974 |                                         |        |
| Ballad of Hollis Brown                              | Leon Russell                                 | Stop All That Jazz                                      | 1974 |                                         |        |
| Ballad of Hollis Brown                              | Cornelis Vreeswijk                           | Getinghonung                                            | 1974 | "Kalle Holm"                            |        |
| Ballad of Hollis Brown                              | Stephen Stills                               | Stills Alone                                            | 1991 |                                         |        |
| Ballad of Hollis Brown                              | Entombed                                     | Wreckage                                                | 1998 |                                         |        |
| Ballad of Hollis Brown                              | Barb Jungr                                   | Just Like a Woman (Hymn to Nina)                        | 2008 |                                         |        |
| Ballad of Hollis Brown                              | Rise Against                                 | Chimes of Freedom: The Songs of Bob Dylan               | 2012 |                                         | [ 4 ]  |
| Billy 1                                             | Los Lobos                                    | I'm Not There                                           | 2007 |                                         | [ 3 ]  |
| Blind Willie McTell                                 | The Band                                     | Jericho                                                 | 1993 |                                         |        |
| Blind Willie McTell                                 | Mikael Wiehe                                 | Dylan                                                   | 2007 | "Blinde Will McTell"                    |        |
| Blind Willie McTell                                 | The Nightwatchman                            | Chimes of Freedom: The Songs of Bob Dylan               | 2012 |                                         | [ 4 ]  |
| Blind Willie McTell                                 | Chrissie Hynde                               | Standing in the Doorway: Chrissie Hynde Sings Bob Dylan | 2021 |                                         | [ 11 ] |
| Blowin' in the Wind                                 | Bobby Darin                                  | Golden Folk Hits                                        | 1963 |                                         |        |
| Blowin' in the Wind                                 | Peter, Paul and Mary                         | In the Wind                                             | 1963 |                                         |        |
| Blowin' in the Wind                                 | Stan Getz                                    | Reflections                                             | 1964 |                                         |        |
| Blowin' in the Wind                                 | Bobby Bare                                   | Constant Sorrow                                         | 1965 |                                         |        |
| Blowin' in the Wind                                 | Cher                                         | All I Really Want to Do                                 | 1965 |                                         |        |
| Blowin' in the Wind                                 | Duke Ellington                               | Ellington '65                                           | 1965 |                                         |        |
| Blowin' in the Wind                                 | Odetta                                       | Odetta Sings Dylan                                      | 1965 |                                         |        |
| Blowin' in the Wind                                 | Eddie Albert                                 | The Eddie Albert Album                                  | 1966 |                                         |        |
| Blowin' in the Wind                                 | Stevie Wonder                                | Up-Tight                                                | 1966 |                                         |        |
| Blowin' in the Wind                                 | Dionne Warwick                               | Here Where There Is Love                                | 1967 |                                         |        |
| Blowin' in the Wind                                 | The Hollies                                  | Hollies Sing Dylan                                      | 1969 |                                         |        |
| Blowin' in the Wind                                 | The Spotnicks                                | Saturday Night Music                                    | 1979 |                                         |        |
| Blowin' in the Wind                                 | Neil Young & Crazy Horse                     | Weld                                                    | 1991 |                                         |        |
| Blowin' in the Wind                                 | Edwin Hawkins Singers                        | Christmas                                               | 2003 |                                         |        |
| Blowin' in the Wind                                 | Me First and the Gimme Gimmes                | Blow in the Wind                                        | 2001 |                                         |        |
| Blowin' in the Wind                                 | Dolly Parton                                 | Those Were the Days                                     | 2005 |                                         | [ 12 ] |
| Blowin' in the Wind                                 | Mountain                                     | Masters of War                                          | 2007 |                                         |        |
| Blowin' in the Wind                                 | Ziggy Marley                                 | Chimes of Freedom: The Songs of Bob Dylan               | 2012 |                                         | [ 4 ]  |
| Bob Dylan's 115th Dream                             | Taj Mahal                                    | Chimes of Freedom: The Songs of Bob Dylan               | 2012 |                                         | [ 4 ]  |
| Bob Dylan's Dream                                   | Peter, Paul and Mary                         | Album 1700                                              | 1967 |                                         |        |
| Bob Dylan's Dream                                   | Judy Collins                                 | Judy Sings Dylan... Just Like a Woman                   | 1993 |                                         |        |
| Bob Dylan's Dream                                   | Kinky Friedman                               | Classic Snatches from Europe                            | 2000 |                                         |        |
| Bob Dylan's Dream                                   | Bryan Ferry                                  | Chimes of Freedom: The Songs of Bob Dylan               | 2012 |                                         | [ 4 ]  |
| Boots of Spanish Leather                            | Joan Baez                                    | Any Day Now                                             | 1968 |                                         |        |
| Boots of Spanish Leather                            | Dan McCafferty                               | Dan McCafferty                                          | 1975 |                                         |        |
| Boots of Spanish Leather                            | Mikael Wiehe                                 | Sjömansvisor                                            | 1978 | "Spanska stövlar"                       | [ 13 ] |
| Boots of Spanish Leather                            | Nanci Griffith                               | Other Voices, Other Rooms                               | 1993 |                                         |        |
| Boots of Spanish Leather                            | Mikael Wiehe & Ebba Forsberg                 | Dylan på svenska                                        | 2007 | "Spanska stövlar"                       | [ 14 ] |
| Boots of Spanish Leather                            | The Airborne Toxic Event                     | Chimes of Freedom: The Songs of Bob Dylan               | 2012 |                                         | [ 4 ]  |
| Born in Time                                        | Eric Clapton                                 | Pilgrim                                                 | 1998 |                                         |        |
| Buckets of Rain                                     | Bette Midler                                 | Songs for the New Depression                            | 1976 |                                         |        |
| Buckets of Rain                                     | Steve Howe                                   | Portraits of Bob Dylan                                  | 1999 |                                         |        |
| Buckets of Rain                                     | Dave Van Ronk                                | ...And the Tin Pan Bended and the Story Ended...        | 2004 |                                         |        |
| Buckets of Rain                                     | Eric Bibb                                    | Diamond Days                                            | 2006 |                                         |        |
| Buckets of Rain                                     | David Gray                                   | A Thousand Miles Behind                                 | 2007 |                                         | [ 15 ] |
| Buckets of Rain                                     | Fistful of Mercy                             | Chimes of Freedom: The Songs of Bob Dylan               | 2012 |                                         | [ 4 ]  |
| Changing of the Guards                              | Chris Whitley & Jeff Lang                    | Dislocation Blues                                       | 2006 |                                         |        |
| Changing of the Guards                              | Patti Smith                                  | Twelve                                                  | 2007 |                                         |        |
| Changing of the Guards                              | The Gaslight Anthem                          | Chimes of Freedom: The Songs of Bob Dylan               | 2012 |                                         | [ 4 ]  |
| Chimes of Freedom                                   | The Byrds                                    | Mr. Tambourine Man                                      | 1965 |                                         | [ 10 ] |
| Chimes of Freedom                                   | Bruce Springsteen                            | Chimes of Freedom                                       | 1988 |                                         |        |
| Chimes of Freedom                                   | Youssou N'Dour                               | Guide (Wommat)                                          | 1994 |                                         |        |
| Chimes of Freedom                                   | Axis of Justice                              | Axis of Justice: Concert Series Volume 1                | 2004 |                                         |        |
| Chimes of Freedom                                   | Jefferson Starship                           | Jefferson's Tree of Liberty                             | 2008 |                                         |        |
| Country Pie                                         | The Nice                                     | Five Bridges                                            | 1970 |                                         | [ 16 ] |
| Country Pie                                         | Fairport Convention                          | Moat on the Ledge: Live at Broughton Castle             | 1982 |                                         |        |
| Dark Eyes                                           | Judy Collins                                 | Judy Collins Sings Dylan: Just Like a Woman             | 1993 |                                         |        |
| Dark Eyes                                           | Dawn Landes & Bonnie "Prince" Billy          | Bob Dylan in the 80s: Volume One                        | 2014 |                                         | [ 17 ] |
| Death Is Not the End                                | Nick Cave & The Bad Seeds                    | Murder Ballads                                          | 1996 |                                         |        |
| Death Is Not the End                                | The Waterboys                                | Live Adventures of the Waterboys                        | 1998 |                                         |        |
| Desolation Row                                      | Mikael Wiehe                                 | De ensligas allé                                        | 1994 | "De ensligas allé"                      |        |
| Desolation Row                                      | Grateful Dead                                | Postcards of the Hanging                                | 2002 |                                         |        |
| Desolation Row                                      | My Chemical Romance                          | Watchmen: Music from the Motion Picture                 | 2009 |                                         |        |
| Don't Fall Apart on Me Tonight                      | Chrissie Hynde                               | Standing in the Doorway: Chrissie Hynde Sings Bob Dylan | 2021 |                                         | [ 11 ] |
| Don't Think Twice, It's All Right                   | Joan Baez                                    | Joan Baez in Concert, Part 2                            | 1963 |                                         |        |
| Don't Think Twice, It's All Right                   | Bobby Darin                                  | Golden Folk Hits                                        | 1963 |                                         |        |
| Don't Think Twice, It's All Right                   | Peter, Paul and Mary                         | In the Wind                                             | 1963 |                                         |        |
| Don't Think Twice, It's All Right                   | Bobby Bare                                   | Constant Sorrow                                         | 1965 |                                         |        |
| Don't Think Twice, It's All Right                   | Johnny Cash                                  | Orange Blossom Special                                  | 1965 |                                         |        |
| Don't Think Twice, It's All Right                   | Cher                                         | All I Really Want to Do                                 | 1965 |                                         |        |
| Don't Think Twice, It's All Right                   | Odetta                                       | Odetta Sings Dylan                                      | 1965 |                                         |        |
| Don't Think Twice, It's All Right                   | Eddie Albert                                 | The Eddie Albert Album                                  | 1966 |                                         |        |
| Don't Think Twice, It's All Right                   | Ramblin' Jack Elliott                        | Young Brigham                                           | 1968 |                                         |        |
| Don't Think Twice, It's All Right                   | Waylon Jennings                              | Don't Think Twice                                       | 1970 |                                         |        |
| Don't Think Twice, It's All Right                   | The Spotnicks                                | Something Like Country                                  | 1971 |                                         |        |
| Don't Think Twice, It's All Right                   | Elvis Presley                                | Elvis                                                   | 1973 |                                         |        |
| Don't Think Twice, It's All Right                   | Steve Young                                  | No Place to Fall                                        | 1978 |                                         |        |
| Don't Think Twice, It's All Right                   | Ola Magnell                                  | Europaväg 66                                            | 1981 | "Ta det kallt, det är allt"             |        |
| Don't Think Twice, It's All Right                   | Eric Clapton                                 | The 30th Anniversary Concert Celebration                | 1993 |                                         | [ 7 ]  |
| Don't Think Twice, It's All Right                   | Steve Howe                                   | Portraits of Bob Dylan                                  | 1999 |                                         |        |
| Don't Think Twice, It's All Right                   | Mike Ness                                    | Cheating at Solitaire                                   | 1999 |                                         |        |
| Don't Think Twice, It's All Right                   | Bryan Ferry                                  | Frantic                                                 | 2002 |                                         |        |
| Don't Think Twice, It's All Right                   | Ferne                                        | Inte ens ett farväl                                     | 2003 | "Men va fan, det får gå"                |        |
| Don't Think Twice, It's All Right                   | Kesha                                        | Chimes of Freedom: The Songs of Bob Dylan               | 2012 |                                         | [ 4 ]  |
| Don't Think Twice, It's All Right                   | Kronos Quartet                               | Chimes of Freedom: The Songs of Bob Dylan               | 2012 |                                         | [ 4 ]  |
| Don't Think Twice, It's All Right                   | Glen Campbell                                | Adiós                                                   | 2017 |                                         |        |
| Down in the Flood                                   | Flatt & Scruggs                              | Changin' Times                                          | 1967 |                                         | [ 18 ] |
| Down in the Flood                                   | Sandy Denny                                  | The North Star Grassman and the Ravens                  | 1971 |                                         |        |
| Down in the Flood                                   | Blood, Sweat & Tears                         | New Blood                                               | 1972 |                                         |        |
| Down in the Flood                                   | Fairport Convention                          | A Fairport Live Convention                              | 1974 |                                         |        |
| Drifter's Escape                                    | Joan Baez                                    | Any Day Now                                             | 1968 |                                         |        |
| Drifter's Escape                                    | Jimi Hendrix                                 | Loose Ends                                              | 1974 |                                         |        |
| Drifter's Escape                                    | George Thorogood                             | The Hard Stuff                                          | 2006 |                                         |        |
| Drifter's Escape                                    | Patti Smith                                  | Chimes of Freedom: The Songs of Bob Dylan               | 2012 |                                         | [ 4 ]  |
| Every Grain of Sand                                 | Emmylou Harris                               | Wrecking Ball                                           | 1995 |                                         |        |
| Every Grain of Sand                                 | Totta Näslund                                | Dylan                                                   | 2007 | "Där anar jag din hand"                 |        |
| Every Grain of Sand                                 | Sloan Wainwright                             | Rediscovery                                             | 2008 |                                         |        |
| Every Grain of Sand                                 | Marco Benevento                              | Bob Dylan in the 80s: Volume One                        | 2014 |                                         | [ 17 ] |
| Every Grain of Sand                                 | Chrissie Hynde                               | Standing in the Doorway: Chrissie Hynde Sings Bob Dylan | 2021 |                                         | [ 11 ] |
| Farewell, Angelina                                  | Joan Baez                                    | Farewell, Angelina                                      | 1965 |                                         |        |
| Farewell, Angelina                                  | New Riders of the Purple Sage                | Oh, What a Mighty Time                                  | 1975 |                                         |        |
| Farewell, Angelina                                  | John Mellencamp                              | Rough Harvest                                           | 1999 |                                         |        |
| Foot of Pride                                       | Lou Reed                                     | The 30th Anniversary Concert Celebration                | 1993 |                                         | [ 7 ]  |
| Forever Young                                       | Harry Belafonte                              | Loving You Is Where I Belong                            | 1981 |                                         |        |
| Forever Young                                       | Diana Ross                                   | Swept Away                                              | 1984 |                                         |        |
| Forever Young                                       | The Pretenders                               | Last of the Independents                                | 1994 |                                         |        |
| Forever Young                                       | Meat Loaf                                    | Couldn't Have Said It Better                            | 2003 |                                         |        |
| Forever Young                                       | Pete Seeger with the Rivertown Kids          | Chimes of Freedom: The Songs of Bob Dylan               | 2012 |                                         | [ 4 ]  |
| From a Buick 6                                      | Johnny Winter                                | Still Alive and Well                                    | 1973 |                                         |        |
| From a Buick 6                                      | Gary U.S. Bonds                              | Dedication                                              | 1981 |                                         |        |
| Girl from the North Country                         | Eels                                         | Eels with Strings: Live at Town Hall                    | 2006 |                                         |        |
| Girl from the North Country                         | Sting                                        | Chimes of Freedom: The Songs of Bob Dylan               | 2012 |                                         | [ 4 ]  |
| Gotta Serve Somebody                                | David Allan Coe                              | Castles in the Sand                                     | 1983 |                                         |        |
| Gotta Serve Somebody                                | Booker T. & the M.G.'s                       | That's the Way It Should Be                             | 1994 |                                         |        |
| Gotta Serve Somebody                                | Natalie Cole                                 | Snowfall on the Sahara                                  | 1999 |                                         |        |
| Gotta Serve Somebody                                | Aaron Neville                                | Believe                                                 | 2003 |                                         |        |
| Gotta Serve Somebody                                | Nasio Fontaine                               | Is It Rolling Bob? A Reggae Tribute to Bob Dylan        | 2004 |                                         | [ 19 ] |
| Gotta Serve Somebody                                | Mountain                                     | Masters of War                                          | 2007 |                                         |        |
| Gotta Serve Somebody                                | Eric Burdon                                  | Chimes of Freedom: The Songs of Bob Dylan               | 2012 |                                         | [ 4 ]  |
| Guess I'm Doin' Fine                                | Hamilton Camp                                | Paths of Victory                                        | 1964 |                                         | [ 20 ] |
| Highway 61 Revisited                                | Johnny Winter                                | Second Winter                                           | 1969 |                                         |        |
| Highway 61 Revisited                                | PJ Harvey                                    | Rid of Me                                               | 1992 |                                         |        |
| Highway 61 Revisited                                | Billy Joel                                   | My Lives                                                | 2005 |                                         |        |
| Highway 61 Revisited                                | Karen O & the Million Dollar Bashers         | I'm Not There                                           | 2007 |                                         | [ 3 ]  |
| Hurricane                                           | Ani Difranco                                 | Swing Set                                               | 2000 |                                         |        |
| I Don't Want to Do It                               | George Harrison                              | Porky's Revenge!                                        | 1985 |                                         | [ 21 ] |
| I Dreamed I Saw St. Augustine                       | Joan Baez                                    | Any Day Now                                             | 1968 |                                         |        |
| I Dreamed I Saw St. Augustine                       | John Doe                                     | I'm Not There                                           | 2007 |                                         | [ 3 ]  |
| I Dreamed I Saw St. Augustine                       | Eric Clapton                                 | I Still Do                                              | 2016 |                                         |        |
| I Pity the Poor Immigrant                           | Joan Baez                                    | Any Day Now                                             | 1968 |                                         |        |
| I Pity the Poor Immigrant                           | Richie Havens                                | Richard P. Havens, 1983                                 | 1969 |                                         |        |
| I Pity the Poor Immigrant                           | Planxty                                      | Words & Music                                           | 1983 |                                         |        |
| I Pity the Poor Immigrant                           | Mikael Wiehe                                 | De ensligas allé                                        | 1994 | "Jag ömkar emigranterna"                |        |
| I Pity the Poor Immigrant                           | Gene Clark                                   | Flying High                                             | 1998 |                                         | [ 22 ] |
| I Pity the Poor Immigrant                           | Taj Mahal                                    | The Hidden Treasures of Taj Mahal 1969-1973             | 2012 |                                         | [ 23 ] |
| I Shall Be Released                                 | Joan Baez                                    | Any Day Now                                             | 1968 |                                         |        |
| I Shall Be Released                                 | The Band                                     | Music from Big Pink                                     | 1968 |                                         |        |
| I Shall Be Released                                 | Joe Cocker                                   | With a Little Help from My Friends                      | 1969 |                                         |        |
| I Shall Be Released                                 | The Hollies                                  | Hollies Sing Dylan                                      | 1969 |                                         |        |
| I Shall Be Released                                 | Marmalade                                    | There's a Lot of It About                               | 1969 |                                         |        |
| I Shall Be Released                                 | Nina Simone                                  | To Love Somebody                                        | 1969 |                                         |        |
| I Shall Be Released                                 | The Youngbloods                              | High on a Ridgetop                                      | 1972 |                                         |        |
| I Shall Be Released                                 | The Heptones                                 | Party Time                                              | 1977 |                                         |        |
| I Shall Be Released                                 | Tom Robinson Band                            | Power in the Darkness                                   | 1978 |                                         |        |
| I Shall Be Released                                 | Chrissie Hynde                               | The 30th Anniversary Concert Celebration                | 1993 |                                         | [ 7 ]  |
| I Shall Be Released                                 | Mikael Wiehe                                 | Dylan                                                   | 2007 | "Jag ska bli fri"                       |        |
| I Shall Be Released                                 | Maroon 5                                     | Chimes of Freedom: The Songs of Bob Dylan               | 2012 |                                         | [ 4 ]  |
| I Threw It All Away                                 | Cher                                         | 3614 Jackson Highway                                    | 1969 |                                         |        |
| I Threw It All Away                                 | Yo La Tengo                                  | President Yo La Tengo                                   | 1987 |                                         |        |
| I Threw It All Away                                 | Elvis Costello                               | Kojak Variety                                           | 1995 |                                         |        |
| I Want You                                          | Cher                                         | Chér                                                    | 1966 |                                         |        |
| I Want You                                          | The Hollies                                  | Hollies Sing Dylan                                      | 1969 |                                         |        |
| I Want You                                          | Ralph McTell                                 | Water of Dreams                                         | 1982 |                                         |        |
| I Want You                                          | Sophie B. Hawkins                            | Tongues and Tails                                       | 1992 |                                         |        |
| I Want You                                          | James Blunt                                  | Listen to Bob Dylan: A Tribute Album                    | 2005 |                                         |        |
| I Want You                                          | Ximena Sariñana                              | Chimes of Freedom: The Songs of Bob Dylan               | 2012 |                                         | [ 4 ]  |
| I Want You                                          | Old Crow Medicine Show                       | 50 Years of Blonde on Blonde                            | 2017 |                                         | [ 5 ]  |
| I'll Be Your Baby Tonight                           | José Feliciano                               | Souled                                                  | 1968 |                                         |        |
| I'll Be Your Baby Tonight                           | Burl Ives                                    | The Times They Are a-Changin'                           | 1968 |                                         |        |
| I'll Be Your Baby Tonight                           | Emmylou Harris                               | Gliding Bird                                            | 1969 |                                         |        |
| I'll Be Your Baby Tonight                           | The Hollies                                  | Hollies Sing Dylan                                      | 1969 |                                         |        |
| I'll Be Your Baby Tonight                           | Anne Murray                                  | This Way Is My Way                                      | 1969 |                                         |        |
| I'll Be Your Baby Tonight                           | Linda Ronstadt                               | Hand Sown... Home Grown                                 | 1969 |                                         |        |
| I'll Be Your Baby Tonight                           | Ramblin' Jack Elliott                        | Bull Durham Sacks & Railroad Tracks                     | 1970 |                                         |        |
| I'll Be Your Baby Tonight                           | George Baker Selection                       | Little Green Bag                                        | 1970 |                                         |        |
| I'll Be Your Baby Tonight                           | Rita Coolidge                                | The Lady's Not for Sale                                 | 1972 |                                         |        |
| I'll Be Your Baby Tonight                           | Robert Palmer                                | Don't Explain                                           | 1990 |                                         |        |
| I'll Be Your Baby Tonight                           | Kris Kristofferson                           | The 30th Anniversary Concert Celebration                | 1993 |                                         | [ 7 ]  |
| I'll Be Your Baby Tonight                           | Ian Gillan                                   | Gillan's Inn                                            | 2006 |                                         |        |
| I'll Be Your Baby Tonight                           | Hanne Boel                                   | Private Eye                                             | 2007 |                                         |        |
| I'll Keep It With Mine                              | Judy Collins                                 | singel                                                  | 1965 |                                         | [ 24 ] |
| I'll Keep It With Mine                              | Nico                                         | Chelsea Girl                                            | 1967 |                                         |        |
| I'll Keep It With Mine                              | Fairport Convention                          | What We Did on Our Holidays                             | 1969 |                                         |        |
| I'll Keep It With Mine                              | Marianne Faithfull                           | Strange Weather                                         | 1987 |                                         |        |
| I'm Not There                                       | Sonic Youth                                  | I'm Not There                                           | 2007 |                                         | [ 3 ]  |
| If Not for You                                      | George Harrison                              | All Things Must Pass                                    | 1970 |                                         |        |
| If Not for You                                      | Olivia Newton-John                           | If Not for You                                          | 1971 |                                         |        |
| If Not for You                                      | Glen Campbell                                | I Knew Jesus (Before He Was a Star)                     | 1973 |                                         |        |
| If Not for You                                      | Richie Havens                                | Sings Beatles & Dylan                                   | 1987 |                                         |        |
| If Not for You                                      | Rod Stewart                                  | Still the Same... Great Rock Classics of Our Time       | 2006 |                                         |        |
| If Not for You                                      | Bryan Ferry                                  | Dylanesque                                              | 2007 |                                         |        |
| If You Gotta Go, Go Now                             | Manfred Mann                                 | Mann Made Hits                                          | 1966 |                                         |        |
| If You Gotta Go, Go Now                             | Fairport Convention                          | Unhalfbricking                                          | 1969 | "Si tu dois partir"                     |        |
| If You Gotta Go, Go Now                             | The Flying Burrito Brothers                  | Burrito Deluxe                                          | 1970 |                                         |        |
| If You Gotta Go, Go Now                             | Cowboy Junkies                               | Rarities, B-Sides and Slow, Sad Waltzes                 | 1999 |                                         |        |
| In the Summertime                                   | Chrissie Hynde                               | Standing in the Doorway: Chrissie Hynde Sings Bob Dylan | 2021 |                                         | [ 11 ] |
| It Ain't Me, Babe                                   | Joan Baez                                    | Joan Baez/5                                             | 1964 |                                         |        |
| It Ain't Me, Babe                                   | Johnny Cash                                  | Orange Blossom Special                                  | 1965 |                                         |        |
| It Ain't Me, Babe                                   | The Turtles                                  | It Ain't Me Babe                                        | 1965 |                                         |        |
| It Ain't Me, Babe                                   | Nancy Sinatra                                | Boots                                                   | 1966 |                                         |        |
| It Ain't Me, Babe                                   | Sebastian Cabot                              | Sebastian Cabot, Actor/Bob Dylan, Poet                  | 1967 |                                         |        |
| It Ain't Me, Babe                                   | Bryan Ferry                                  | Another Time, Another Place                             | 1974 |                                         |        |
| It Ain't Me, Babe                                   | Johnny Thunders                              | Hurt Me                                                 | 1984 |                                         |        |
| It Ain't Me, Babe                                   | New Found Glory                              | From the Screen to Your Stereo Part II                  | 2007 |                                         |        |
| It Ain't Me, Babe                                   | Band of Skulls                               | Chimes of Freedom: The Songs of Bob Dylan               | 2012 |                                         | [ 4 ]  |
| It Takes a Lot to Laugh, It Takes a Train to Cry    | Al Kooper & Stephen Stills                   | Super Session                                           | 1968 |                                         |        |
| It Takes a Lot to Laugh, It Takes a Train to Cry    | Blue Cheer                                   | New! Improved! Blue Cheer                               | 1969 |                                         |        |
| It Takes a Lot to Laugh, It Takes a Train to Cry    | Leon Russell                                 | Leon Russell and the Shelter People                     | 1971 |                                         |        |
| It Takes a Lot to Laugh, It Takes a Train to Cry    | Taj Mahal                                    | Tangled Up in Blues                                     | 1999 |                                         |        |
| It Takes a Lot to Laugh, It Takes a Train to Cry    | Little Feat                                  | Chinese Work Songs                                      | 2000 |                                         |        |
| It Takes a Lot to Laugh, It Takes a Train to Cry    | Toto                                         | Through the Looking Glass                               | 2002 |                                         |        |
| It's All Over Now, Baby Blue                        | Joan Baez                                    | Farewell, Angelina                                      | 1965 |                                         |        |
| It's All Over Now, Baby Blue                        | Noel Harrison                                | Noel Harrison                                           | 1966 |                                         | [ 25 ] |
| It's All Over Now, Baby Blue                        | Them                                         | Them Again                                              | 1966 |                                         |        |
| It's All Over Now, Baby Blue                        | 13th Floor Elevators                         | Easter Everywhere                                       | 1967 |                                         |        |
| It's All Over Now, Baby Blue                        | The Chocolate Watchband                      | The Inner Mystique                                      | 1968 |                                         |        |
| It's All Over Now, Baby Blue                        | The Byrds                                    | Ballad of Easy Rider                                    | 1969 |                                         |        |
| It's All Over Now, Baby Blue                        | Manfred Mann's Earth Band                    | Glorified Magnified                                     | 1972 |                                         |        |
| It's All Over Now, Baby Blue                        | Mikael Wiehe                                 | Sjömansvisor                                            | 1978 | "Sakta lägger båten ut från land"       | [ 13 ] |
| It's All Over Now, Baby Blue                        | Wizex                                        | You Treated Me Wrong                                    | 1980 | "Sakta lägger båten ut från land"       | [ 26 ] |
| It's All Over Now, Baby Blue                        | Falco                                        | Falco 3                                                 | 1985 |                                         |        |
| It's All Over Now, Baby Blue                        | Judy Collins                                 | Judy Collins Sings Dylan: Just Like a Woman             | 1993 |                                         |        |
| It's All Over Now, Baby Blue                        | Steve Howe                                   | Portraits of Bob Dylan                                  | 1999 |                                         |        |
| It's All Over Now, Baby Blue                        | Hole                                         | The Crow: Salvation                                     | 2000 |                                         |        |
| It's All Over Now, Baby Blue                        | Bryan Ferry                                  | Frantic                                                 | 2002 |                                         |        |
| It's All Over Now, Baby Blue                        | Ferne                                        | Inte ens ett farväl                                     | 2003 | "Snart minns ingen längre vem du var"   |        |
| It's All Over Now, Baby Blue                        | Mikael Wiehe & Ebba Forsberg                 | Dylan på svenska                                        | 2007 | "Sakta lägger båten ut från land"       | [ 14 ] |
| It's All Over Now, Baby Blue                        | Bad Religion                                 | Chimes of Freedom: The Songs of Bob Dylan               | 2012 |                                         | [ 4 ]  |
| It's Alright, Ma (I'm Only Bleeding)                | Roger McGuinn                                | Easy Rider                                              | 1969 |                                         |        |
| It's Alright, Ma (I'm Only Bleeding)                | The Byrds                                    | Untitled                                                | 1970 |                                         |        |
| It's Alright, Ma (I'm Only Bleeding)                | Billy Preston                                | Everybody Likes Some Kind of Music                      | 1973 |                                         |        |
| Jokerman                                            | Caetano Veloso                               | Circuladô Vivo                                          | 1992 |                                         | [ 27 ] |
| Jokerman                                            | Built to Spill                               | Bob Dylan in the 80s: Volume One                        | 2014 |                                         | [ 17 ] |
| Just Like Tom Thumb's Blues                         | Judy Collins                                 | In My Life                                              | 1966 |                                         |        |
| Just Like Tom Thumb's Blues                         | Nina Simone                                  | To Love Somebody                                        | 1969 |                                         |        |
| Just Like Tom Thumb's Blues                         | Jennifer Warnes                              | See Me, Feel Me, Touch Me, Heal Me                      | 1969 |                                         |        |
| Just Like Tom Thumb's Blues                         | Frankie Miller                               | Once in a Blue Moon                                     | 1973 |                                         |        |
| Just Like Tom Thumb's Blues                         | Neil Young                                   | The 30th Anniversary Concert Celebration                | 1993 |                                         | [ 7 ]  |
| Just Like Tom Thumb's Blues                         | Linda Ronstadt                               | We Ran                                                  | 1998 |                                         |        |
| Just Like Tom Thumb's Blues                         | Grateful Dead                                | Postcards of the Hanging                                | 2002 |                                         |        |
| Just Like Tom Thumb's Blues                         | Eric Bibb                                    | Blues on Blonde on Blonde                               | 2003 |                                         |        |
| Just Like Tom Thumb's Blues                         | Ramblin' Jack Elliott                        | I'm Not There                                           | 2007 |                                         | [ 3 ]  |
| Just Like Tom Thumb's Blues                         | Bryan Ferry                                  | Dylanesque                                              | 2007 |                                         |        |
| Just Like a Woman                                   | Manfred Mann                                 | As Is                                                   | 1966 |                                         |        |
| Just Like a Woman                                   | Richie Havens                                | Mixed Bag                                               | 1967 |                                         |        |
| Just Like a Woman                                   | Joe Cocker                                   | With a Little Help from My Friends                      | 1969 |                                         |        |
| Just Like a Woman                                   | The Hollies                                  | Hollies Sing Dylan                                      | 1969 |                                         |        |
| Just Like a Woman                                   | Bill Frisell                                 | Have a Little Faith                                     | 1992 |                                         |        |
| Just Like a Woman                                   | Judy Collins                                 | Judy Sings Dylan... Just Like a Woman                   | 1993 |                                         |        |
| Just Like a Woman                                   | Stevie Nicks                                 | Street Angel                                            | 1994 |                                         |        |
| Just Like a Woman                                   | Steve Howe                                   | Portraits of Bob Dylan                                  | 1999 |                                         |        |
| Just Like a Woman                                   | Barb Jungr                                   | Just Like a Woman (Hymn to Nina)                        | 2008 |                                         |        |
| Just Like a Woman                                   | Charlotte Gainsbourg & Calexico              | I'm Not There                                           | 2007 |                                         | [ 3 ]  |
| Just Like a Woman                                   | Carly Simon                                  | Chimes of Freedom: The Songs of Bob Dylan               | 2012 |                                         | [ 4 ]  |
| Just Like a Woman                                   | Old Crow Medicine Show                       | 50 Years of Blonde on Blonde                            | 2017 |                                         | [ 5 ]  |
| Knockin' on Heaven's Door                           | Kal P. Dal                                   | Gräd Ente Fassan!                                       | 1978 | "Knabbar på himelens dörr"              |        |
| Knockin' on Heaven's Door                           | Television                                   | The Blow-Up                                             | 1982 |                                         |        |
| Knockin' on Heaven's Door                           | Guns N' Roses                                | Use Your Illusion II                                    | 1991 |                                         |        |
| Knockin' on Heaven's Door                           | Wyclef Jean                                  | Masquerade                                              | 2002 |                                         |        |
| Knockin' on Heaven's Door                           | Warren Zevon                                 | The Wind                                                | 2003 |                                         |        |
| Knockin' on Heaven's Door                           | Danny Federici                               | Out of a Dream                                          | 2005 |                                         |        |
| Knockin' on Heaven's Door                           | Luciano                                      | Jah Words                                               | 2005 |                                         |        |
| Knockin' on Heaven's Door                           | Antony and the Johnsons                      | I'm Not There                                           | 2007 |                                         | [ 3 ]  |
| Knockin' on Heaven's Door                           | Bryan Ferry                                  | Dylanesque                                              | 2007 |                                         |        |
| Knockin' on Heaven's Door                           | RedOne featuring Nabil Khayat                | Chimes of Freedom: The Songs of Bob Dylan               | 2012 |                                         | [ 4 ]  |
| Lay Down Your Weary Tune                            | The Byrds                                    | Turn! Turn! Turn!                                       | 1965 |                                         |        |
| Lay Down Your Weary Tune                            | Fairport Convention                          | Fairport Unconventional                                 | 2002 |                                         |        |
| Lay Down Your Weary Tune                            | Billy Bragg                                  | Chimes of Freedom: The Songs of Bob Dylan               | 2012 |                                         | [ 4 ]  |
| Lay Lady Lay                                        | The Byrds                                    | Dr. Byrds & Mr. Hyde                                    | 1969 |                                         |        |
| Lay Lady Lay                                        | Cher                                         | 3614 Jackson Highway                                    | 1969 |                                         |        |
| Lay Lady Lay                                        | Made in Sweden                               | Snakes in a Hole                                        | 1969 |                                         |        |
| Lay Lady Lay                                        | Ben E. King                                  | Rough Edges                                             | 1970 |                                         |        |
| Lay Lady Lay                                        | The Isley Brothers                           | Givin' It Back                                          | 1971 |                                         |        |
| Lay Lady Lay                                        | The Everly Brothers                          | EB84                                                    | 1984 |                                         |        |
| Lay Lady Lay                                        | Richie Havens                                | Sings Beatles & Dylan                                   | 1987 |                                         |        |
| Lay Lady Lay                                        | Duran Duran                                  | Thank You                                               | 1995 |                                         |        |
| Lay Lady Lay                                        | Ministry                                     | Filth Pig                                               | 1996 |                                         |        |
| Lay Lady Lay                                        | Isaac Hayes                                  | Tangled Up in Blues                                     | 1999 |                                         |        |
| Lay Lady Lay                                        | Steve Howe                                   | Portraits of Bob Dylan                                  | 1999 |                                         |        |
| Lay Lady Lay                                        | Cassandra Wilson                             | Glamoured                                               | 2003 |                                         |        |
| Lay Lady Lay                                        | The Mighty Diamonds                          | Is It Rolling Bob? A Reggae Tribute to Bob Dylan        | 2004 |                                         | [ 19 ] |
| Lay Lady Lay                                        | Buddy Guy                                    | Bring 'Em In                                            | 2005 |                                         |        |
| Lay Lady Lay                                        | Angelique Kidjo                              | Chimes of Freedom: The Songs of Bob Dylan               | 2012 |                                         | [ 4 ]  |
| Leopard-Skin Pill-Box Hat                           | John Mellencamp                              | The 30th Anniversary Concert Celebration                | 1993 |                                         | [ 7 ]  |
| Leopard-Skin Pill-Box Hat                           | Walter Trout                                 | Blues on Blonde on Blonde                               | 2003 |                                         |        |
| Leopard-Skin Pill-Box Hat                           | Beck                                         | War Child Presents Heroes                               | 2009 |                                         |        |
| Leopard-Skin Pill-Box Hat                           | Raphael Saadiq                               | Chimes of Freedom: The Songs of Bob Dylan               | 2012 |                                         | [ 4 ]  |
| Leopard-Skin Pill-Box Hat                           | Old Crow Medicine Show                       | 50 Years of Blonde on Blonde                            | 2017 |                                         | [ 5 ]  |
| License to Kill                                     | Elvis Costello                               | Chimes of Freedom: The Songs of Bob Dylan               | 2012 |                                         | [ 4 ]  |
| Like a Rolling Stone                                | The Turtles                                  | It Ain't Me Babe                                        | 1965 |                                         |        |
| Like a Rolling Stone                                | Cher                                         | The Sonny Side of Cher                                  | 1966 |                                         |        |
| Like a Rolling Stone                                | The Young Rascals                            | The Young Rascals                                       | 1966 |                                         |        |
| Like a Rolling Stone                                | Sebastian Cabot                              | Sebastian Cabot, Actor/Bob Dylan, Poet                  | 1967 |                                         |        |
| Like a Rolling Stone                                | Jimi Hendrix                                 | Jimi Hendrix                                            | 1973 |                                         |        |
| Like a Rolling Stone                                | Spirit                                       | Spirit of '76                                           | 1975 |                                         |        |
| Like a Rolling Stone                                | Dom smutsiga hundarna                        | Vårdsjuk blågul fanblues                                | 1976 | "Som en smutsig hund"                   |        |
| Like a Rolling Stone                                | Monica Törnell                               | Ingica Mångrind                                         | 1979 | "Som en sparkad sten"                   |        |
| Like a Rolling Stone                                | Johnny Winter                                | Raisin' Cain                                            | 1980 |                                         |        |
| Like a Rolling Stone                                | Judy Collins                                 | Judy Sings Dylan... Just Like a Woman                   | 1993 |                                         |        |
| Like a Rolling Stone                                | John Mellencamp                              | The 30th Anniversary Concert Celebration                | 1993 |                                         | [ 7 ]  |
| Like a Rolling Stone                                | The Rolling Stones                           | Stripped                                                | 1995 |                                         |        |
| Like a Rolling Stone                                | Ferne                                        | Inte ens ett farväl                                     | 2003 | "Som en fisk på land"                   |        |
| Like a Rolling Stone                                | Anberlin                                     | Lost Songs                                              | 2007 |                                         |        |
| Like a Rolling Stone                                | Green Day                                    | 21st Century Breakdown (iTunes Bonus Track)             | 2009 |                                         |        |
| Like a Rolling Stone                                | Seal & Jeff Beck                             | Chimes of Freedom: The Songs of Bob Dylan               | 2012 |                                         | [ 4 ]  |
| Lily, Rosemary and the Jack of Hearts               | Ola Magnell                                  | Nya perspektiv                                          | 1975 | "På snespår"                            |        |
| Lily, Rosemary and the Jack of Hearts               | Joan Baez                                    | From Every Stage                                        | 1976 |                                         |        |
| Lily, Rosemary and the Jack of Hearts               | Tom Russell                                  | Indians Cowboys Horses Dogs                             | 2004 |                                         |        |
| Long Time Gone                                      | Hamilton Camp                                | Paths of Victory                                        | 1964 |                                         | [ 20 ] |
| Long Time Gone                                      | Odetta                                       | Odetta Sings Dylan                                      | 1965 |                                         |        |
| Love Minus Zero/No Limit                            | The Turtles                                  | It Ain't Me Babe                                        | 1965 |                                         |        |
| Love Minus Zero/No Limit                            | The Walker Brothers                          | Take It Easy with the Walker Brothers                   | 1965 |                                         |        |
| Love Minus Zero/No Limit                            | Noel Harrison                                | Noel Harrison                                           | 1966 |                                         | [ 25 ] |
| Love Minus Zero/No Limit                            | The Leaves                                   | Hey Joe                                                 | 1966 |                                         |        |
| Love Minus Zero/No Limit                            | Joan Baez                                    | Any Day Now                                             | 1968 |                                         |        |
| Love Minus Zero/No Limit                            | Buck Owens                                   | Bridge Over Troubled Water                              | 1971 |                                         |        |
| Love Minus Zero/No Limit                            | Judy Collins                                 | Judy Sings Dylan... Just Like a Woman                   | 1993 |                                         |        |
| Love Minus Zero/No Limit                            | Rod Stewart                                  | Diana, Princess of Wales: Tribute                       | 1997 |                                         | [ 28 ] |
| Love Minus Zero/No Limit                            | Jackson Browne                               | Chimes of Freedom: The Songs of Bob Dylan               | 2012 |                                         | [ 4 ]  |
| Love Minus Zero/No Limit                            | Chrissie Hynde                               | Standing in the Doorway: Chrissie Hynde Sings Bob Dylan | 2021 |                                         | [ 11 ] |
| Love Sick                                           | Mariachi El Bronx                            | Chimes of Freedom: The Songs of Bob Dylan               | 2012 |                                         | [ 4 ]  |
| Maggie's Farm                                       | Richie Havens                                | Something Else Again                                    | 1968 |                                         |        |
| Maggie's Farm                                       | Hot Tuna                                     | Live at Sweetwater                                      | 1992 |                                         |        |
| Maggie's Farm                                       | Mikael Wiehe                                 | De ensligas allé                                        | 1994 | "Maggans bar"                           |        |
| Maggie's Farm                                       | David Grisman                                | Retrograss                                              | 1999 |                                         |        |
| Maggie's Farm                                       | Rage Against the Machine                     | Renegades                                               | 2000 |                                         |        |
| Maggie's Farm                                       | Grateful Dead                                | Postcards of the Hanging                                | 2002 |                                         |        |
| Maggie's Farm                                       | Toots Hibbert                                | Is It Rolling Bob? A Reggae Tribute to Bob Dylan        | 2004 |                                         | [ 19 ] |
| Maggie's Farm                                       | Stephen Malkmus & the Million Dollar Bashers | I'm Not There                                           | 2007 |                                         | [ 3 ]  |
| Make You Feel My Love                               | Garth Brooks                                 | Hope Floats: Music from the Motion Picture              | 1998 |                                         |        |
| Make You Feel My Love                               | Billy Joel                                   | Greatest Hits Volume III                                | 1997 |                                         |        |
| Make You Feel My Love                               | Joan Osborne                                 | Righteous Love                                          | 2000 |                                         |        |
| Make You Feel My Love                               | Timothy B. Schmit                            | Feed the Fire                                           | 2001 |                                         |        |
| Make You Feel My Love                               | Bryan Ferry                                  | Dylanesque                                              | 2007 |                                         |        |
| Make You Feel My Love                               | Adele                                        | 19                                                      | 2008 |                                         |        |
| Make You Feel My Love                               | Neil Diamond                                 | Home Before Dark                                        | 2008 |                                         |        |
| Make You Feel My Love                               | Ronan Keating                                | Songs for My Mother                                     | 2009 |                                         |        |
| Mama, You Been on My Mind                           | Joan Baez                                    | Farewell, Angelina                                      | 1965 | "Daddy, You Been on My Mind"            |        |
| Mama, You Been on My Mind                           | Johnny Cash                                  | Orange Blossom Special                                  | 1965 |                                         |        |
| Mama, You Been on My Mind                           | Judy Collins                                 | Fifth Album                                             | 1965 | "Daddy You've Been on My Mind"          |        |
| Mama, You Been on My Mind                           | Åse Kleveland                                | Åse Kleveland 2                                         | 1966 | "Daddy You've Been on My Mind"          | [ 29 ] |
| Mama, You Been on My Mind                           | The Kingston Trio                            | Once Upon a Time                                        | 1969 | "Babe, You've Been on My Mind"          | [ 30 ] |
| Mama, You Been on My Mind                           | Linda Ronstadt                               | Hand Sown... Home Grown                                 | 1969 | "Baby You've Been on My Mind"           |        |
| Mama, You Been on My Mind                           | Rod Stewart                                  | Never a Dull Moment                                     | 1972 |                                         |        |
| Mama, You Been on My Mind                           | Steve Howe                                   | Portraits of Bob Dylan                                  | 1999 |                                         |        |
| Mama, You Been on My Mind                           | Mikael Wiehe                                 | Kärlek & politik                                        | 2004 | "Jag har tänkt på dej"                  |        |
| Man in the Long Black Coat                          | Emerson, Lake & Palmer                       | In the Hot Seat                                         | 1994 |                                         |        |
| Man in the Long Black Coat                          | Joan Osborne                                 | Relish                                                  | 1995 |                                         |        |
| Man in the Long Black Coat                          | Ferne                                        | Inte ens ett farväl                                     | 2003 | "Mannen i svart"                        |        |
| Man in the Long Black Coat                          | Steve Hackett                                | Wild Orchids                                            | 2006 |                                         |        |
| Man in the Long Black Coat                          | Mark Lanegan                                 | I'm Not There                                           | 2007 |                                         | [ 3 ]  |
| Man of Peace                                        | Joe Perry                                    | Chimes of Freedom: The Songs of Bob Dylan               | 2012 |                                         | [ 4 ]  |
| Masters of War                                      | Judy Collins                                 | Judy Collins 3                                          | 1963 |                                         |        |
| Masters of War                                      | Pete Seeger                                  | Strangers and Cousins                                   | 1964 |                                         |        |
| Masters of War                                      | José Feliciano                               | A Bag Full of Soul                                      | 1965 |                                         |        |
| Masters of War                                      | Odetta                                       | Odetta Sings Dylan                                      | 1965 |                                         |        |
| Masters of War                                      | Cher                                         | Backstage                                               | 1969 |                                         |        |
| Masters of War                                      | The Flying Pickets                           | Lost Boys                                               | 1984 |                                         |        |
| Masters of War                                      | Roger Taylor                                 | Strange Frontier                                        | 1984 |                                         |        |
| Masters of War                                      | Mountain                                     | Masters of War                                          | 2007 |                                         |        |
| Masters of War                                      | Mikael Wiehe                                 | Dylan                                                   | 2007 | "Ni som tjänar på krig"                 |        |
| Masters of War                                      | Eddie Vedder                                 | The People Speak                                        | 2009 |                                         |        |
| Masters of War                                      | Eric Bibb                                    | Migration Blues                                         | 2017 |                                         |        |
| Most Likely You Go Your Way (And I'll Go Mine)      | Rita Coolidge                                | Nice Feelin'                                            | 1971 |                                         |        |
| Most Likely You Go Your Way (And I'll Go Mine)      | Todd Rundgren                                | Faithful                                                | 1976 |                                         |        |
| Most Likely You Go Your Way (And I'll Go Mine)      | Patti LaBelle                                | Patti LaBelle                                           | 1977 |                                         |        |
| Most Likely You Go Your Way (And I'll Go Mine)      | Ola Magnell                                  | Gaia                                                    | 1983 | "Rättså hettså"                         |        |
| Most Likely You Go Your Way (And I'll Go Mine)      | The Yardbirds                                | BBC Sessions                                            | 1997 |                                         |        |
| Most Likely You Go Your Way (And I'll Go Mine)      | Old Crow Medicine Show                       | 50 Years of Blonde on Blonde                            | 2017 |                                         | [ 5 ]  |
| Most of the Time                                    | Sophie Zelmani                               | Masked and Anonymous                                    | 2003 |                                         |        |
| Most of the Time                                    | Bettye LaVette                               | Chimes of Freedom: The Songs of Bob Dylan               | 2012 |                                         | [ 4 ]  |
| Mr. Tambourine Man                                  | The Byrds                                    | Mr. Tambourine Man                                      | 1965 |                                         | [ 10 ] |
| Mr. Tambourine Man                                  | Glen Campbell                                | The Big Bad Rock Guitar of Glen Campbell                | 1965 |                                         |        |
| Mr. Tambourine Man                                  | Judy Collins                                 | Fifth Album                                             | 1965 |                                         |        |
| Mr. Tambourine Man                                  | Odetta                                       | Odetta Sings Dylan                                      | 1965 |                                         |        |
| Mr. Tambourine Man                                  | Noel Harrison                                | Noel Harrison                                           | 1966 |                                         | [ 25 ] |
| Mr. Tambourine Man                                  | Åse Kleveland                                | Åse Kleveland 2                                         | 1966 |                                         | [ 29 ] |
| Mr. Tambourine Man                                  | Gerry Mulligan                               | If You Can't Beat 'Em, Join 'Em                         | 1966 |                                         |        |
| Mr. Tambourine Man                                  | Melanie                                      | Born to Be                                              | 1968 |                                         |        |
| Mr. Tambourine Man                                  | William Shatner                              | The Transformed Man                                     | 1968 |                                         |        |
| Mr. Tambourine Man                                  | Ola Magnell                                  | Festen är över                                          | 1982 | "Tamburinmannen"                        |        |
| Mr. Tambourine Man                                  | Arvingarna                                   | Alla tiders nonstopdans 2                               | 1995 |                                         | [ 31 ] |
| Mr. Tambourine Man                                  | Ferne                                        | Inte ens ett farväl                                     | 2003 | "När dagen sakta vaknar"                |        |
| Mr. Tambourine Man                                  | Gregory Isaacs                               | Is It Rolling Bob? A Reggae Tribute to Bob Dylan        | 2004 |                                         | [ 19 ] |
| Mr. Tambourine Man                                  | Jack's Mannequin                             | Chimes of Freedom: The Songs of Bob Dylan               | 2012 |                                         | [ 4 ]  |
| My Back Pages                                       | The Byrds                                    | Younger Than Yesterday                                  | 1967 |                                         |        |
| My Back Pages                                       | Keith Jarrett Trio                           | Somewhere Before                                        | 1968 |                                         |        |
| My Back Pages                                       | The Hollies                                  | Hollies Sing Dylan                                      | 1969 |                                         |        |
| My Back Pages                                       | The Nice                                     | Elegy                                                   | 1971 |                                         |        |
| My Back Pages                                       | Ramones                                      | Acid Eaters                                             | 1993 |                                         |        |
| No Time to Think                                    | The Belle Brigade                            | Chimes of Freedom: The Songs of Bob Dylan               | 2012 |                                         | [ 4 ]  |
| Need a Woman                                        | Ry Cooder                                    | The Slide Area                                          | 1982 |                                         |        |
| New Pony                                            | The Dead Weather                             | Horehound                                               | 2009 |                                         |        |
| Not Dark Yet                                        | Silversun Pickups                            | Chimes of Freedom: The Songs of Bob Dylan               | 2012 |                                         | [ 4 ]  |
| Not Dark Yet                                        | Trey Gunn                                    | The Waters, They are Rising                             | 2015 |                                         |        |
| Obviously 5 Believers                               | Old Crow Medicine Show                       | 50 Years of Blonde on Blonde                            | 2017 |                                         | [ 5 ]  |
| One More Cup of Coffee (Valley Below)               | The White Stripes                            | The White Stripes                                       | 1999 |                                         |        |
| One More Cup of Coffee (Valley Below)               | Robert Plant                                 | Dreamland                                               | 2002 |                                         |        |
| One More Cup of Coffee (Valley Below)               | Ferne                                        | Inte ens ett farväl                                     | 2003 | "En kopp kaffe till"                    |        |
| One More Cup of Coffee (Valley Below)               | Roger McGuinn & Calexico                     | I'm Not There                                           | 2007 |                                         | [ 3 ]  |
| One More Cup of Coffee (Valley Below)               | Steve Earle & Lucia Micarelli                | Chimes of Freedom: The Songs of Bob Dylan               | 2012 |                                         | [ 4 ]  |
| One of Us Must Know (Sooner or Later)               | Mick Hucknall                                | Chimes of Freedom: The Songs of Bob Dylan               | 2012 |                                         | [ 4 ]  |
| One of Us Must Know (Sooner or Later)               | Old Crow Medicine Show                       | 50 Years of Blonde on Blonde                            | 2017 |                                         | [ 5 ]  |
| One Too Many Mornings                               | Burl Ives                                    | The Times They Are a-Changin'                           | 1968 |                                         |        |
| One Too Many Mornings                               | Joan Baez                                    | Any Day Now                                             | 1968 |                                         |        |
| One Too Many Mornings                               | The Kingston Trio                            | Once Upon a Time                                        | 1969 |                                         | [ 30 ] |
| One Too Many Mornings                               | Johnny Cash                                  | Johnny & June                                           | 1978 |                                         |        |
| One Too Many Mornings                               | Johnny Cash & Waylon Jennings                | Heroes                                                  | 1986 |                                         |        |
| One Too Many Mornings                               | The Band                                     | Tangled Up in Blues                                     | 1999 |                                         |        |
| One Too Many Mornings                               | Steve Howe                                   | Portraits of Bob Dylan                                  | 1999 |                                         |        |
| One Too Many Mornings                               | David Gray                                   | A Thousand Miles Behind                                 | 2007 |                                         | [ 15 ] |
| Only a Hobo                                         | Hamilton Camp                                | Paths of Victory                                        | 1964 |                                         | [ 20 ] |
| Only a Hobo                                         | Rod Stewart                                  | Gasoline Alley                                          | 1970 |                                         |        |
| Only a Hobo                                         | Mikael Wiehe                                 | Protestsånger                                           | 2014 | "Bara en hemlös"                        | [ 32 ] |
| Outlaw Blues                                        | Dave Edmunds                                 | Rockpile                                                | 1972 |                                         |        |
| Outlaw Blues                                        | Queens of the Stone Age                      | Chimes of Freedom: The Songs of Bob Dylan               | 2012 |                                         | [ 4 ]  |
| Percy's Song                                        | Fairport Convention                          | Unhalfbricking                                          | 1969 |                                         |        |
| Percy's Song                                        | Arlo Guthrie                                 | Washington County                                       | 1970 |                                         |        |
| Percy's Song                                        | Mikael Wiehe                                 | De ensligas allé                                        | 1994 | "Min älskade stod inför rätten idag"    |        |
| Pledging My Time                                    | The Apryl Fool                               | The Apryl Fool                                          | 1969 |                                         | [ 33 ] |
| Pledging My Time                                    | Greg Brown                                   | A Nod to Bob                                            | 2001 |                                         | [ 34 ] |
| Pledging My Time                                    | Old Crow Medicine Show                       | 50 Years of Blonde on Blonde                            | 2017 |                                         | [ 5 ]  |
| Positively 4th Street                               | Johnny Rivers                                | Realization                                             | 1968 |                                         |        |
| Positively 4th Street                               | The Byrds                                    | Untitled                                                | 1970 |                                         |        |
| Positively 4th Street                               | Charly García                                | Estaba en llamas cuando me acosté                       | 1995 |                                         |        |
| Positively 4th Street                               | Jerry Garcia Band                            | Shining Star                                            | 2001 |                                         |        |
| Positively 4th Street                               | Simply Red                                   | Home                                                    | 2003 |                                         |        |
| Positively 4th Street                               | Bryan Ferry                                  | Dylanesque                                              | 2007 |                                         |        |
| Pressing On                                         | John Doe                                     | I'm Not There                                           | 2007 |                                         | [ 3 ]  |
| Pressing On                                         | Glen Hansard                                 | Bob Dylan in the 80s: Volume One                        | 2014 |                                         | [ 17 ] |
| Property of Jesus                                   | Sinéad O'Connor                              | Chimes of Freedom: The Songs of Bob Dylan               | 2012 |                                         | [ 4 ]  |
| Quinn the Eskimo (The Mighty Quinn)                 | Ian & Sylvia                                 | Nashville                                               | 1968 |                                         |        |
| Quinn the Eskimo (The Mighty Quinn)                 | Ramsey Lewis                                 | Maiden Voyage                                           | 1968 |                                         |        |
| Quinn the Eskimo (The Mighty Quinn)                 | Manfred Mann                                 | Mighty Garvey!                                          | 1968 |                                         |        |
| Quinn the Eskimo (The Mighty Quinn)                 | The Ventures                                 | Flights of Fantasy                                      | 1968 |                                         |        |
| Quinn the Eskimo (The Mighty Quinn)                 | The Hollies                                  | Hollies Sing Dylan                                      | 1969 |                                         |        |
| Quinn the Eskimo (The Mighty Quinn)                 | Julie London                                 | Yummy, Yummy, Yummy                                     | 1969 |                                         |        |
| Quinn the Eskimo (The Mighty Quinn)                 | Lulu                                         | Lulu's Album                                            | 1970 |                                         |        |
| Quinn the Eskimo (The Mighty Quinn)                 | Solomon Burke                                | Proud Mary: The Bell Sessions                           | 2000 |                                         |        |
| Quinn the Eskimo (The Mighty Quinn)                 | Grateful Dead                                | Dick's Picks Volume 17                                  | 2000 |                                         |        |
| Quinn the Eskimo (The Mighty Quinn)                 | Svante Karlsson                              | Autograph                                               | 2003 |                                         | [ 2 ]  |
| Quinn the Eskimo (The Mighty Quinn)                 | Kris Kristofferson                           | Chimes of Freedom: The Songs of Bob Dylan               | 2012 |                                         | [ 4 ]  |
| Rainy Day Women #12 & 35                            | Flatt & Scruggs                              | Nashville Airplane                                      | 1968 |                                         |        |
| Rainy Day Women #12 & 35                            | Tom Petty & the Heartbreakers                | The 30th Anniversary Concert Celebration                | 1993 |                                         | [ 7 ]  |
| Rainy Day Women #12 & 35                            | The Black Crowes                             | Hempilation: Freedom Is NORML                           | 1995 |                                         |        |
| Rainy Day Women #12 & 35                            | Sammy Hagar                                  | Livin' It Up!                                           | 2006 |                                         |        |
| Rainy Day Women #12 & 35                            | Lenny Kravitz                                | Chimes of Freedom: The Songs of Bob Dylan               | 2012 |                                         | [ 4 ]  |
| Rainy Day Women #12 & 35                            | Old Crow Medicine Show                       | 50 Years of Blonde on Blonde                            | 2017 |                                         | [ 5 ]  |
| Restless Farewell                                   | Joan Baez                                    | Any Day Now                                             | 1968 |                                         |        |
| Restless Farewell                                   | De Dannan                                    | Half Set in Harlem                                      | 1991 |                                         |        |
| Restless Farewell                                   | Mark Knopfler                                | Chimes of Freedom: The Songs of Bob Dylan               | 2012 |                                         | [ 4 ]  |
| Ring Them Bells                                     | Gordon Lightfoot                             | Waiting for You                                         | 1993 |                                         |        |
| Ring Them Bells                                     | Joan Baez                                    | Ring Them Bells                                         | 1995 |                                         |        |
| Ring Them Bells                                     | Sufjan Stevens                               | I'm Not There                                           | 2007 |                                         | [ 3 ]  |
| Ring Them Bells                                     | Natasha Bedingfield                          | Chimes of Freedom: The Songs of Bob Dylan               | 2012 |                                         | [ 4 ]  |
| Sad Eyed Lady of the Lowlands                       | Joan Baez                                    | Any Day Now                                             | 1968 |                                         |        |
| Sad Eyed Lady of the Lowlands                       | Richie Havens                                | Mixed Bag II                                            | 1974 |                                         |        |
| Sad Eyed Lady of the Lowlands                       | Old Crow Medicine Show                       | 50 Years of Blonde on Blonde                            | 2017 |                                         | [ 5 ]  |
| Señor (Tales of Yankee Power)                       | Willie Nelson & Calexico                     | I'm Not There                                           | 2007 |                                         | [ 3 ]  |
| She Belongs to Me                                   | Barry McGuire                                | Eve of Destruction                                      | 1965 |                                         |        |
| She Belongs to Me                                   | The Nice                                     | Nice                                                    | 1969 |                                         |        |
| She Belongs to Me                                   | Neil Finn with Pajama Club                   | Chimes of Freedom: The Songs of Bob Dylan               | 2012 |                                         | [ 4 ]  |
| She Belongs to Me                                   | Tom Tom Club                                 | Boom Boom Chi Boom Boom                                 | 1988 |                                         |        |
| Shelter from the Storm                              | Manfred Mann's Earth Band                    | Soft Vengeance                                          | 1996 |                                         |        |
| Shelter from the Storm                              | Cassandra Wilson                             | Belly of the Sun                                        | 2002 |                                         |        |
| Shelter from the Storm                              | Rodney Crowell                               | The Outsider                                            | 2005 |                                         |        |
| Simple Twist of Fate                                | Joan Baez                                    | Diamonds & Rust                                         | 1975 |                                         |        |
| Simple Twist of Fate                                | Judy Collins                                 | Judy Collins Sings Dylan: Just Like a Woman             | 1993 |                                         |        |
| Simple Twist of Fate                                | Jeff Tweedy                                  | I'm Not There                                           | 2007 |                                         | [ 3 ]  |
| Simple Twist of Fate                                | Diana Krall                                  | Chimes of Freedom: The Songs of Bob Dylan               | 2012 |                                         | [ 4 ]  |
| Spanish Harlem Incident                             | The Byrds                                    | Mr. Tambourine Man                                      | 1965 |                                         | [ 10 ] |
| Spanish Harlem Incident                             | Dion                                         | Return of the Wanderer                                  | 1978 |                                         |        |
| Spanish Harlem Incident                             | Mikael Wiehe                                 | De ensligas allé                                        | 1994 | "Tattardrottningen (Episod i juninatt)" |        |
| Spanish Harlem Incident                             | Chris Whitley                                | Perfect Day                                             | 2000 |                                         | [ 1 ]  |
| Standing in the Doorway                             | Chrissie Hynde                               | Standing in the Doorway: Chrissie Hynde Sings Bob Dylan | 2021 |                                         | [ 11 ] |
| Stuck Inside of Mobile with the Memphis Blues Again | Cat Power                                    | I'm Not There                                           | 2007 |                                         | [ 3 ]  |
| Stuck Inside of Mobile with the Memphis Blues Again | North Mississippi Allstars                   | Keys to the Kingdom                                     | 2011 |                                         |        |
| Stuck Inside of Mobile with the Memphis Blues Again | Old Crow Medicine Show                       | 50 Years of Blonde on Blonde                            | 2017 |                                         | [ 5 ]  |
| Subterranean Homesick Blues                         | Harry Nilsson                                | Pussy Cats                                              | 1974 |                                         |        |
| Subterranean Homesick Blues                         | Mitch Ryder                                  | Live Talkies                                            | 1982 |                                         |        |
| Subterranean Homesick Blues                         | Dave Van Ronk                                | To All My Friends in Far-Flung Places                   | 1994 |                                         |        |
| Subterranean Homesick Blues                         | Red Hot Chili Peppers                        | The Uplift Mofo Party Plan                              | 1987 |                                         |        |
| Subterranean Homesick Blues                         | Sizzla                                       | Is It Rolling Bob? A Reggae Tribute to Bob Dylan        | 2004 |                                         | [ 19 ] |
| Sweetheart Like You                                 | Chrissie Hynde                               | Standing in the Doorway: Chrissie Hynde Sings Bob Dylan | 2021 |                                         | [ 11 ] |
| Tangled Up In Blue                                  | Half Japanese                                | 1/2 Gentlemen/Not Beasts                                | 1980 |                                         |        |
| Tangled Up In Blue                                  | Kim Larsen                                   | Sitting on a Time Bomb                                  | 1982 |                                         |        |
| Tangled Up In Blue                                  | The Whitlams                                 | Eternal Nightcap                                        | 1997 |                                         |        |
| Temporary Like Achilles                             | Old Crow Medicine Show                       | 50 Years of Blonde on Blonde                            | 2017 |                                         | [ 5 ]  |
| The Lonesome Death of Hattie Carroll                | Michael Rose                                 | Is It Rolling Bob? A Reggae Tribute to Bob Dylan        | 2004 |                                         | [ 19 ] |
| The Lonesome Death of Hattie Carroll                | Mason Jennings                               | I'm Not There                                           | 2007 |                                         | [ 3 ]  |
| The Lonesome Death of Hattie Carroll                | Cage the Elephant                            | Chimes of Freedom: The Songs of Bob Dylan               | 2012 |                                         | [ 4 ]  |
| The Man in Me                                       | Lonnie Mack                                  | The Hills of Indiana                                    | 1971 |                                         |        |
| The Man in Me                                       | Al Kooper                                    | A Possible Projection of the Future                     | 1972 |                                         |        |
| The Man in Me                                       | Joe Cocker                                   | Stingray                                                | 1976 |                                         | [ 35 ] |
| The Man in Me                                       | Nick Kamen                                   | Nick Kamen                                              | 1987 |                                         |        |
| The Times They Are a-Changin'                       | Peter, Paul and Mary                         | In Concert                                              | 1964 |                                         |        |
| The Times They Are a-Changin'                       | Simon & Garfunkel                            | Wednesday Morning, 3 AM                                 | 1964 |                                         |        |
| The Times They Are a-Changin'                       | The Beach Boys                               | Beach Boys' Party!                                      | 1965 |                                         |        |
| The Times They Are a-Changin'                       | The Byrds                                    | Turn! Turn! Turn!                                       | 1965 |                                         |        |
| The Times They Are a-Changin'                       | Odetta                                       | Odetta Sings Dylan                                      | 1965 |                                         |        |
| The Times They Are a-Changin'                       | Cher                                         | With Love, Cher                                         | 1967 |                                         |        |
| The Times They Are a-Changin'                       | Burl Ives                                    | The Times They Are a-Changin'                           | 1968 |                                         |        |
| The Times They Are a-Changin'                       | The Hollies                                  | Hollies Sing Dylan                                      | 1969 |                                         |        |
| The Times They Are a-Changin'                       | Nina Simone                                  | To Love Somebody                                        | 1969 |                                         |        |
| The Times They Are a-Changin'                       | Richie Havens                                | Sings Beatles & Dylan                                   | 1987 |                                         |        |
| The Times They Are a-Changin'                       | Billy Joel                                   | Kohuept                                                 | 1987 |                                         |        |
| The Times They Are a-Changin'                       | Tracy Chapman                                | The 30th Anniversary Concert Celebration                | 1992 |                                         | [ 7 ]  |
| The Times They Are a-Changin'                       | Mikael Wiehe                                 | De ensligas allé                                        | 1994 | "Vi låter oss inte besegras"            |        |
| The Times They Are a-Changin'                       | Phil Collins                                 | Dance into the Light                                    | 1996 |                                         |        |
| The Times They Are a-Changin'                       | Manfred Mann's Earth Band                    | Mann Alive                                              | 1998 |                                         |        |
| The Times They Are a-Changin'                       | Blackmore's Night                            | Fires at Midnight                                       | 2001 |                                         |        |
| The Times They Are a-Changin'                       | Me First and the Gimme Gimmes                | Turn Japanese                                           | 2001 |                                         |        |
| The Times They Are a-Changin'                       | Keb' Mo'                                     | Peace... Back by Popular Demand                         | 2004 |                                         |        |
| The Times They Are a-Changin'                       | Bryan Ferry                                  | Dylanesque                                              | 2007 |                                         |        |
| The Times They Are a-Changin'                       | Mason Jennings                               | I'm Not There                                           | 2007 |                                         | [ 3 ]  |
| The Times They Are a-Changin'                       | Herbie Hancock                               | The Imagine Project                                     | 2010 |                                         |        |
| The Times They Are a-Changin'                       | Flogging Molly                               | Chimes of Freedom: The Songs of Bob Dylan               | 2012 |                                         | [ 4 ]  |
| The Wicked Messenger                                | Faces                                        | First Step                                              | 1970 |                                         |        |
| The Wicked Messenger                                | Patti Smith                                  | Gone Again                                              | 1996 |                                         |        |
| The Wicked Messenger                                | The Black Keys                               | I'm Not There                                           | 2007 |                                         | [ 3 ]  |
| This Wheel's on Fire                                | The Band                                     | Music from Big Pink                                     | 1968 |                                         |        |
| This Wheel's on Fire                                | Ian & Sylvia                                 | Nashville                                               | 1968 |                                         |        |
| This Wheel's on Fire                                | The Byrds                                    | Dr. Byrds & Mr. Hyde                                    | 1969 |                                         |        |
| This Wheel's on Fire                                | The Hollies                                  | Hollies Sing Dylan                                      | 1969 |                                         |        |
| This Wheel's on Fire                                | Siouxsie and the Banshees                    | Through the Looking Glass                               | 1987 |                                         |        |
| This Wheel's on Fire                                | Golden Earring                               | Love Sweat                                              | 1995 |                                         |        |
| This Wheel's on Fire                                | Charlie Winston                              | Chimes of Freedom: The Songs of Bob Dylan               | 2012 |                                         | [ 4 ]  |
| To Ramona                                           | Noel Harrison                                | Noel Harrison                                           | 1966 |                                         | [ 25 ] |
| To Ramona                                           | Alan Price                                   | A Price on His Head                                     | 1967 |                                         |        |
| To Ramona                                           | The Flying Burrito Brothers                  | The Flying Burrito Brothers                             | 1971 |                                         |        |
| To Ramona                                           | Texas Tornados                               | Hangin' on by a Thread                                  | 1992 |                                         |        |
| To Ramona                                           | Sinéad Lohan                                 | The Loving Time                                         | 1997 |                                         | [ 36 ] |
| To Ramona                                           | David Gray                                   | A Thousand Miles Behind                                 | 2007 |                                         | [ 15 ] |
| Tombstone Blues                                     | Richie Havens                                | I'm Not There                                           | 2007 |                                         | [ 3 ]  |
| Tomorrow Is a Long Time                             | Hamilton Camp                                | Paths of Victory                                        | 1964 |                                         | [ 20 ] |
| Tomorrow Is a Long Time                             | Judy Collins                                 | Fifth Album                                             | 1965 |                                         |        |
| Tomorrow Is a Long Time                             | Odetta                                       | Odetta Sings Dylan                                      | 1965 |                                         |        |
| Tomorrow Is a Long Time                             | Elvis Presley                                | Spinout                                                 | 1966 |                                         |        |
| Tomorrow Is a Long Time                             | Harry Belafonte                              | Homeward Bound                                          | 1969 |                                         |        |
| Tomorrow Is a Long Time                             | The Kingston Trio                            | Once Upon a Time                                        | 1969 |                                         | [ 30 ] |
| Tomorrow Is a Long Time                             | Rod Stewart                                  | Every Picture Tells a Story                             | 1971 |                                         |        |
| Tomorrow Is a Long Time                             | Sandy Denny                                  | Sandy                                                   | 1972 |                                         |        |
| Tomorrow Is a Long Time                             | Nationalteatern                              | Barn av vår tid                                         | 1978 | "Men bara om min älskade väntar"        |        |
| Tomorrow Is a Long Time                             | Nana Mouskouri                               | Roses & Sunshine                                        | 1979 |                                         |        |
| Tomorrow Is a Long Time                             | Nick Drake                                   | Family Tree                                             | 2007 |                                         |        |
| Tomorrow Is a Long Time                             | Joakim Thåström                              | Kärlek är för dom                                       | 2009 | "Men bara om min älskade väntar"        |        |
| Tomorrow Is a Long Time                             | Zee Avi                                      | Chimes of Freedom: The Songs of Bob Dylan               | 2012 |                                         | [ 4 ]  |
| Tomorrow Is a Long Time                             | Chrissie Hynde                               | Standing in the Doorway: Chrissie Hynde Sings Bob Dylan | 2021 |                                         | [ 11 ] |
| Tonight I'll Be Staying Here with You               | Cher                                         | 3614 Jackson Highway                                    | 1969 |                                         |        |
| Tonight I'll Be Staying Here with You               | Ben E. King                                  | Rough Edges                                             | 1970 |                                         |        |
| Tonight I'll Be Staying Here with You               | Jeff Beck Group                              | Jeff Beck Group                                         | 1972 |                                         |        |
| Tonight I'll Be Staying Here with You               | The Black Crowes                             | Wiser for the Time                                      | 2013 |                                         |        |
| Too Much of Nothing                                 | Peter, Paul and Mary                         | Late Again                                              | 1968 |                                         |        |
| Too Much of Nothing                                 | Spooky Tooth                                 | It's All About                                          | 1968 |                                         |        |
| Too Much of Nothing                                 | Fotheringay                                  | Fotheringay                                             | 1970 |                                         |        |
| Visions of Johanna                                  | Marianne Faithfull                           | Rich Kid Blues                                          | 1985 |                                         |        |
| Visions of Johanna                                  | Anders Osborne                               | Blues on Blonde on Blonde                               | 2003 |                                         |        |
| Visions of Johanna                                  | Chris Smither                                | Leave the Light On                                      | 2006 |                                         |        |
| Visions of Johanna                                  | Old Crow Medicine Show                       | 50 Years of Blonde on Blonde                            | 2017 |                                         | [ 5 ]  |
| Walkin' Down the Line                               | Jackie DeShannon                             | Jackie DeShannon                                        | 1963 |                                         |        |
| Walkin' Down the Line                               | Hamilton Camp                                | Paths of Victory                                        | 1964 |                                         | [ 20 ] |
| Walkin' Down the Line                               | The Dillards                                 | Live!!!! Almost!!!                                      | 1964 |                                         |        |
| Walkin' Down the Line                               | Odetta                                       | Odetta Sings Dylan                                      | 1965 |                                         |        |
| Walkin' Down the Line                               | Pete Seeger & Arlo Guthrie                   | Together in Concert                                     | 1975 |                                         |        |
| Walkin' Down the Line                               | Eilen Jewell                                 | Letters from Sinners & Strangers                        | 2007 |                                         |        |
| Watching the River Flow                             | Joe Cocker                                   | Luxury You Can Afford                                   | 1978 |                                         |        |
| Watching the River Flow                             | Leon Russell                                 | Tangled Up in Blues                                     | 1999 |                                         |        |
| What Was It You Wanted?                             | Willie Nelson                                | The 30th Anniversary Concert Celebration                | 1993 |                                         | [ 7 ]  |
| When I Paint My Masterpiece                         | The Band                                     | Cahoots                                                 | 1971 |                                         |        |
| When I Paint My Masterpiece                         | Emmylou Harris                               | Portraits                                               | 1996 |                                         |        |
| When I Paint My Masterpiece                         | Monica Törnell                               | Whatever Colors You Have in Your Mind                   | 2007 |                                         |        |
| When the Ship Comes In                              | Peter, Paul and Mary                         | A Song Will Rise                                        | 1965 |                                         |        |
| When the Ship Comes In                              | The Hollies                                  | Hollies Sing Dylan                                      | 1969 |                                         |        |
| When the Ship Comes In                              | Arlo Guthrie                                 | Hobo's Lullaby                                          | 1972 |                                         | [ 37 ] |
| When the Ship Comes In                              | The Clancy Brothers                          | Older But No Wiser                                      | 1995 |                                         |        |
| When the Ship Comes In                              | The Pogues                                   | Pogue Mahone                                            | 1996 |                                         |        |
| When the Ship Comes In                              | The Chieftains                               | Voice of Ages                                           | 2012 |                                         | [ 38 ] |
| With God on Our Side                                | Joan Baez                                    | Joan Baez in Concert, Pt. 2                             | 1963 |                                         |        |
| With God on Our Side                                | Manfred Mann                                 | The One in the Middle                                   | 1965 |                                         |        |
| With God on Our Side                                | Odetta                                       | Odetta Sings Dylan                                      | 1965 |                                         |        |
| With God on Our Side                                | Ramblin' Jack Elliott                        | Bull Durham Sacks & Railroad Tracks                     | 1970 |                                         |        |
| With God on Our Side                                | Judy Collins                                 | Judy Collins Sings Dylan: Just Like a Woman             | 1993 |                                         |        |
| With God on Our Side                                | Buddy Miller                                 | Universal United House of Prayer                        | 2004 |                                         |        |
| With God on Our Side                                | Barb Jungr                                   | Man in the Long Black Coat: Barb Jungr Sings Bob Dylan  | 2011 |                                         |        |
| With God on Our Side                                | K'naan                                       | Chimes of Freedom: The Songs of Bob Dylan               | 2012 |                                         | [ 4 ]  |
| Who Killed Davey Moore?                             | Pete Seeger                                  | Broadside Ballads, Vol. 2                               | 1963 |                                         | [ 8 ]  |
| Who Killed Davey Moore?                             | R. Stevie Moore                              | Teenage Spectacular                                     | 1987 |                                         | [ 39 ] |
| You Ain't Goin' Nowhere                             | Joan Baez                                    | Any Day Now                                             | 1968 |                                         |        |
| You Ain't Goin' Nowhere                             | The Byrds                                    | Sweetheart of the Rodeo                                 | 1968 |                                         |        |
| You Ain't Goin' Nowhere                             | The Spotnicks                                | Something Like Country                                  | 1971 |                                         |        |
| You Ain't Goin' Nowhere                             | The Nitty Gritty Dirt Band                   | Will the Circle Be Unbroken, Vol. 2                     | 1990 |                                         |        |
| You Ain't Goin' Nowhere                             | Doc Watson                                   | Round the Table Again                                   | 2002 |                                         |        |
| You Ain't Goin' Nowhere                             | Glen Hansard & Markéta Irglová               | I'm Not There                                           | 2007 |                                         | [ 3 ]  |
| You Ain't Goin' Nowhere                             | Totta Näslund & Mikael Wiehe                 | Dylan                                                   | 2007 | "Du får hålla dej här"                  |        |
| You Ain't Goin' Nowhere                             | Brett Dennen                                 | Chimes of Freedom: The Songs of Bob Dylan               | 2012 |                                         | [ 4 ]  |
| You're a Big Girl Now                               | Lloyd Cole                                   | Etc.                                                    | 2001 |                                         |        |
| You're a Big Girl Now                               | My Morning Jacket                            | Chimes of Freedom: The Songs of Bob Dylan               | 2012 |                                         | [ 4 ]  |
| You're a Big Girl Now                               | Chrissie Hynde                               | Standing in the Doorway: Chrissie Hynde Sings Bob Dylan | 2021 |                                         | [ 11 ] |
| You're Gonna Make Me Lonesome When You Go           | Ben Watt                                     | North Marine Drive                                      | 1983 |                                         |        |
| You're Gonna Make Me Lonesome When You Go           | Madeleine Peyroux                            | Careless Love                                           | 2004 |                                         |        |
| You're Gonna Make Me Lonesome When You Go           | Shawn Colvin                                 | Cover Girl                                              | 1994 |                                         |        |
| You're Gonna Make Me Lonesome When You Go           | Miley Cyrus                                  | Chimes of Freedom: The Songs of Bob Dylan               | 2012 |                                         | [ 4 ]  |

### Fotnoter
1. 1 2  ”Chris Whitley: Perfect Day”. Allmusic. http://www.allmusic.com/album/perfect-day-mw0000094297. Läst 8 november 2016.
2. 1 2  ”Autograph”. Svensk mediedatabas. https://smdb.kb.se/catalog/id/001552166. Läst 8 november 2016.
3. 1 2 3 4 5 6 7 8 9 10 11 12 13 14 15 16 17 18 19 20 21 22 23  ”I'm Not There [Original Soundtrack”]. Allmusic. http://www.allmusic.com/album/im-not-there-original-soundtrack-mw0000580748. Läst 8 november 2016.
4. 1 2 3 4 5 6 7 8 9 10 11 12 13 14 15 16 17 18 19 20 21 22 23 24 25 26 27 28 29 30 31 32 33 34 35 36 37 38 39 40 41 42 43 44 45 46 47 48 49 50 51 52  ”Various Artists: Chimes of Freedom: The Songs of Bob Dylan”. Allmusic. http://www.allmusic.com/album/chimes-of-freedom-the-songs-of-bob-dylan-mw0002280594. Läst 8 november 2016.
5. 1 2 3 4 5 6 7 8 9 10 11 12 13 14  ”Old Crow Medicine Show: 50 Years of Blonde on Blonde”. Allmusic. http://www.allmusic.com/album/50-years-of-blonde-on-blonde-mw0003032492. Läst 8 juli 2017.
6. ↑  ”Jason & the Scorchers: Fervor EP”. Allmusic. http://www.allmusic.com/album/fervor-ep-mw0000185899. Läst 10 november 2016.
7. 1 2 3 4 5 6 7 8 9 10 11  ”Various Artists: Bob Dylan: The 30th Anniversary Concert Celebration”. Allmusic. http://www.allmusic.com/album/bob-dylan-the-30th-anniversary-concert-celebration-mw0002613571. Läst 10 november 2016.
8. 1 2  ”Pete Seeger: Broadside Ballads, Vol. 2”. Allmusic. http://www.allmusic.com/album/broadside-ballads-vol-2-mw0000857816. Läst 13 november 2016.
9. ↑  ”Kråksånger”. Svensk mediedatabas. https://smdb.kb.se/catalog/id/001887750. Läst 13 november 2016.
10. 1 2 3 4  ”The Byrds: Mr. Tambourine Man”. Allmusic. http://www.allmusic.com/album/mr-tambourine-man-mw0000198797. Läst 8 november 2016.
11. 1 2 3 4 5 6 7 8 9  ”Chrissie Hynde – Standing In The Doorway - Chrissie Hynde Sings Bob Dylan”. Discogs. https://www.discogs.com/master/2264365-Chrissie-Hynde-Standing-In-The-Doorway-Chrissie-Hynde-Sings-Bob-Dylan. Läst 28 oktober 2021.
12. ↑  ”Those Were the Days” (på engelska). Dolly Parton Online. 11 mars 2005. http://www.dollyon-line.com/archives/albums/twtdays/index.shtml. Läst 26 april 2011.
13. 1 2  ”Sjömansvisor”. Svensk mediedatabas. 11 mars 1978. http://smdb.kb.se/catalog/id/001891936. Läst 26 april 2011.
14. 1 2  ”Dylan på svenska”. Svensk mediedatabas. 11 mars 2007. http://smdb.kb.se/catalog/id/002255462. Läst 8 november 2016.
15. 1 2 3  ”David Grayn: A Thousand Miles Behind”. Allmusic. http://www.allmusic.com/album/a-thousand-miles-behind-mw0001745406. Läst 8 juli 2017.
16. ↑  ”The Nice: Five Bridges”. Allmusic. http://www.allmusic.com/album/five-bridges-mw0000457441. Läst 13 november 2016.
17. 1 2 3 4  ”Various Artists: Bob Dylan in the '80s, Vol. 1”. Allmusic. http://www.allmusic.com/album/bob-dylan-in-the-80s-vol-1-mw0002605904. Läst 9 november 2016.
18. ↑  ”Flatt & Scruggs: Changin' Times”. Allmusic. http://www.allmusic.com/album/changin-times-mw0001880648. Läst 18 november 2016.
19. 1 2 3 4 5 6  ”Various Artists: Is It Rolling Bob? A Reggae Tribute to Bob Dylan”. Allmusic. http://www.allmusic.com/album/is-it-rolling-bob-a-reggae-tribute-to-bob-dylan-mw0000208001. Läst 10 november 2016.
20. 1 2 3 4 5  ”Hamilton Camp: Paths of Victory”. Allmusic. http://www.allmusic.com/album/paths-of-victory-mw0000214678. Läst 10 november 2016.
21. ↑  ”Original Soundtrack: Porky's Revenge!”. Allmusic. http://www.allmusic.com/album/porkys-revenge%21-mw0000861733. Läst 13 november 2016.
22. ↑  ”Gene Clark: Flying High”. Allmusic. http://www.allmusic.com/album/flying-high-mw0000453561. Läst 13 november 2016.
23. ↑  ”Taj Mahal: The Hidden Treasures of Taj Mahal 1969-1973”. Allmusic. http://www.allmusic.com/album/the-hidden-treasures-of-taj-mahal-1969-1973-mw0002393710. Läst 13 november 2016.
24. ↑  ”Judy Collins – I'll Keep It With Mine”. Discogs. https://www.discogs.com/Judy-Collins-Ill-Keep-It-With-Mine-/master/726726. Läst 8 november 2016.
25. 1 2 3 4  ”Noel Harrison: Noel Harrison”. Allmusic. http://www.allmusic.com/album/noel-harrison-mw0000786500. Läst 8 juli 2017.
26. ↑  ”You Treated Me Wrong”. Svensk mediedatabas. 11 mars 1980. https://smdb.kb.se/catalog/id/001887542. Läst 26 april 2011.
27. ↑  ”Caetano Veloso – Circuladô Vivo”. Discogs. https://www.discogs.com/Caetano-Veloso-Circuladô-Vivo/release/2224251. Läst 9 november 2016.
28. ↑  ”Various Artists: Diana, Princess of Wales: Tribute”. Allmusic. http://www.allmusic.com/album/diana-princess-of-wales-tribute-mw0000030712. Läst 9 november 2016.
29. 1 2  ”Åse Kleveland. 2”. Svensk mediedatabas. https://smdb.kb.se/catalog/id/001456726. Läst 13 november 2016.
30. 1 2 3  ”The Kingston Trio: Once Upon a Time”. Allmusic. http://www.allmusic.com/album/once-upon-a-time-mw0000583841. Läst 13 november 2016.
31. ↑  ”Alla tiders nonstopdans 2”. vensk mediedatabas. 11 mars 1995. http://smdb.kb.se/catalog/id/001523992. Läst 26 april 2011.
32. ↑  ”Protestsånger”. Svensk mediedatabas. https://smdb.kb.se/catalog/id/002996353. Läst 8 juli 2017.
33. ↑  ”The Apryl Fool: The Apryl Fool”. Allmusic. http://www.allmusic.com/album/the-apryl-fool-mw0000739046. Läst 8 juli 2017.
34. ↑  ”Various Artists: A Nod to Bob”. Allmusic. http://www.allmusic.com/album/a-nod-to-bob-an-artists-tribute-to-bob-dylan-on-his-60th-birthday-mw0000001572. Läst 8 juli 2017.
35. ↑  ”Joe Cocker: Stingray”. Allmusic. http://www.allmusic.com/album/stingray-mw0000849680. Läst 13 november 2016.
36. ↑  ”Various Artists: The Loving Time”. Allmusic. http://www.allmusic.com/album/the-loving-time-mw0000096834. Läst 10 november 2016.
37. ↑  ”Arlo Guthrie: Hobo's Lullaby”. Allmusic. http://www.allmusic.com/album/hobos-lullaby-mw0000315556. Läst 13 november 2016.
38. ↑  ”The Chieftains: Voice of Ages”. Allmusic. http://www.allmusic.com/album/voice-of-ages-mw0002268076. Läst 13 november 2016.
39. ↑  ”R. Stevie Moore: Teenage Spectacular”. Allmusic. http://www.allmusic.com/album/teenage-spectacular-mw0000888094. Läst 13 november 2016.